# Economia de Swazilàndia

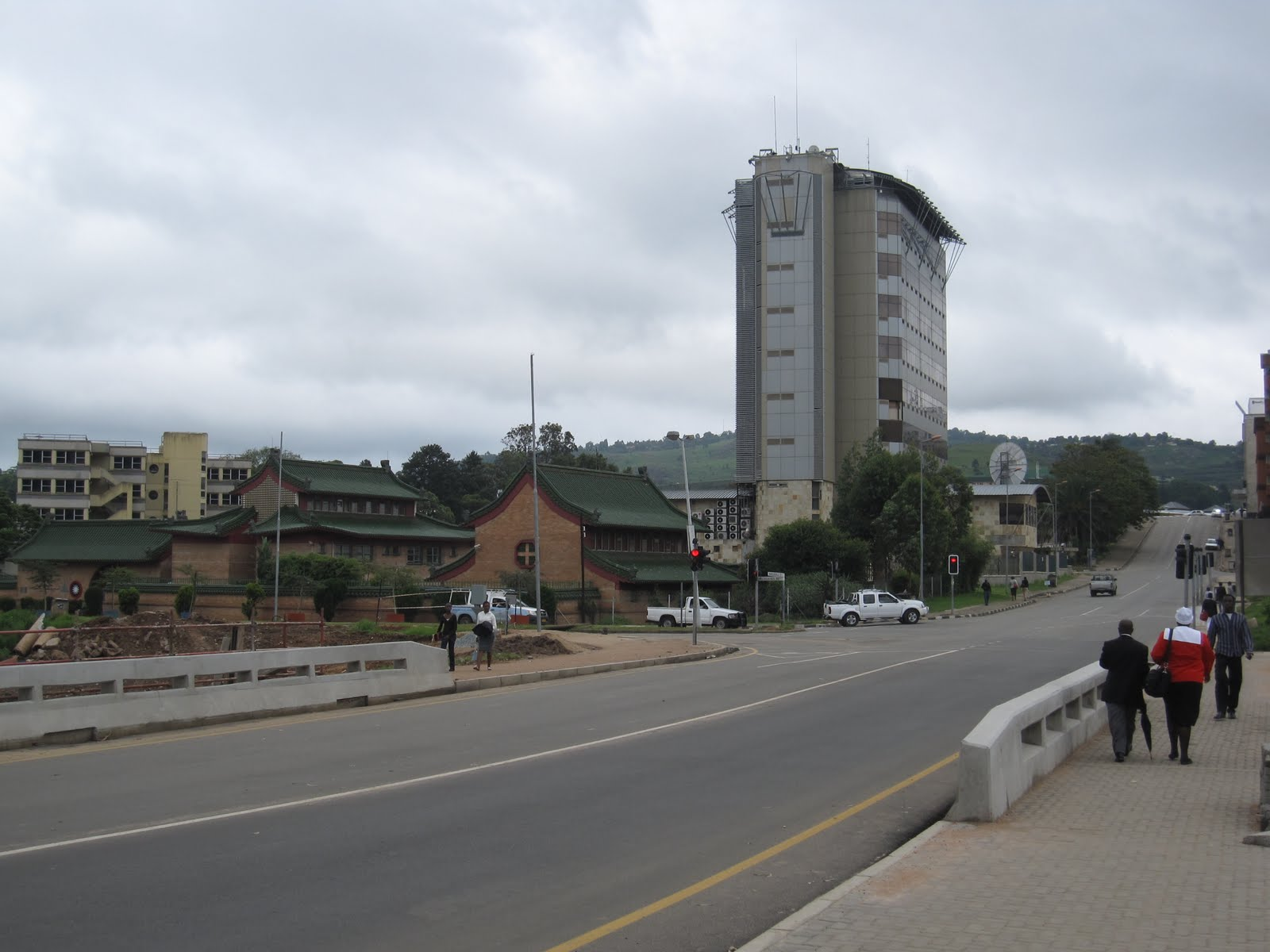
Banc Central de Suazilàndia, a Mbabane.

Swazilàndia és un petit país tancat pel territori de Sud-àfrica, tenint solament una petita frontera terrestre amb Moçambic. El país depèn gairebé totalment de l'economia sud-africana, origen de més del 90% de les seves importacions i destinació de més del 60% de les seves exportacions. La taxa de canvi de la seva moneda, el lilangeni, és fixada en relació al rand, i la seva política monetària és submisa a la de Sud-àfrica. El govern és molt depenent dels drets duaners de la Unió Duanera Sud-Africana (SACU), i de les divises enviats per ciutadans de Swazilàndia que treballen a Sud-àfrica i complementen la renda produïda al país.

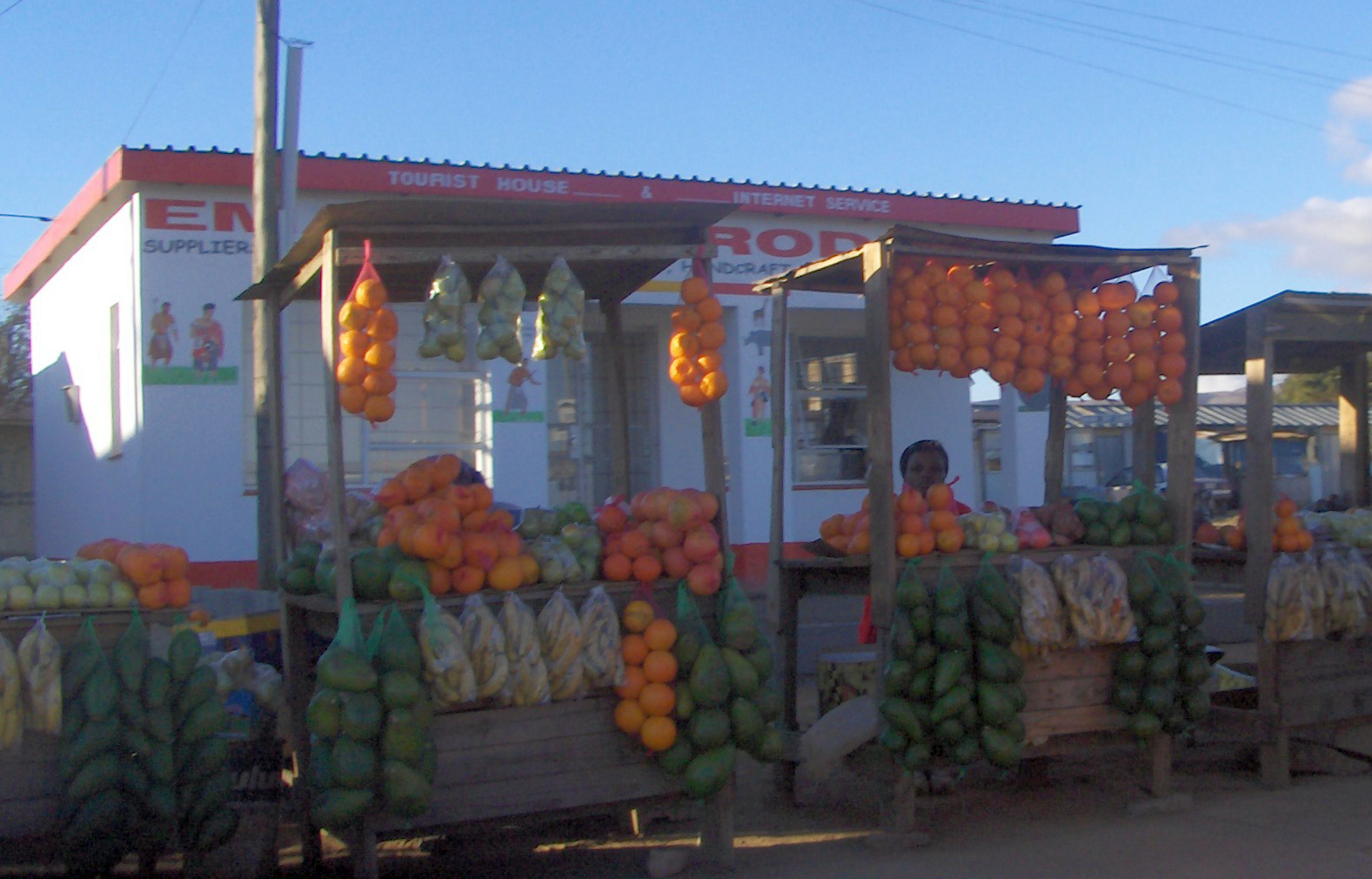
Petit comerç en Swazilàndia.

L'agricultura de subsistència és la font de treball de més de 70% de la població. El sector industrial s'hi ha diversificat després de la dècada de 1980, sent el sucre i la polpa de fusta importants productes d'exportació. El 2007 es va intentar modernitzar i diversificar la indústria, com a resposta a una caiguda dels preus del sucre en la Unió Europea. En anys recents la mineria va perdre importància, només l'extracció de carbó i les pedreres de pedra romanen importants.